# Žleb (přírodní památka)
Žleb byla přírodní památka ev. č. 1744 na východním okraji obce Hostětín v okrese Uherské Hradiště.
Důvodem ochrany byla květnatá louka, mokřady a dubový háj s bohatou květenou a hmyzem. Dne 8. prosince 2011 Správa CHKO Bílé Karpaty zrušila tuto přírodní památku. 